# Urbanice (district de Hradec Králové)
Pour les articles homonymes, voir Urbanice.
Urbanice (en allemand : Urbanitz) est une commune du district de Hradec Králové, dans la région de Hradec Králové, en République tchèque. Sa population s'élevait à 304 habitants en 2022.

## Géographie
Urbanice se trouve à 6 km au nord-ouest de Opatovice nad Labem, à 8 km au sud-ouest de Hradec Králové et à 112 km à l'est-nord-est de Prague.
La commune est limitée par Hvozdnice au nord-ouest et au nord, par Stěžery au nord, par Praskačka à l'est et au sud-est, par Lhota pod Libčany au sud-ouest.

## Histoire
La première mention écrite de la localité date de 1465.

## Transports
Par la route, Urbanice se trouve à 11 km de Hradec Králové et à 107 km de Prague. 